# Епископ хумски Јован
Јован (световно Радослав Станојевић; Вуковар, 28. јун 1979) викарни је епископ хумски.

## Биографија
Епископ Јован (Станојевић) рођен је 28. јуна 1979. године у Вуковару као треће дете оца Душана и мајке Боје, рођене Миловановић. Основну школу је завршио 1994. године у Борову, а аутомеханичарски занат 1997. године у Вуковару. 1998. године, са благословом Његовог Преосвештенства блажене успомене Епископа осечко-пољског и барањског Лукијана Владулова, уписао се у Богословија Светог Арсенија у Сремским Карловцима коју је завршио 2004. године. 16. септембара 2000. године надлежни Епископ Лукијан замонашио га је у чин мале схиме, а 17. септембара 2000. године исти епископ га је рукоположио у чин јерођакона.
С благословом епископа Лукијана јерођакон Јован је од 2004. до 2009. године студирао богословље на Православном богословском факултету Универзитета у Београду. По окончању основних студија, са благословом надлежног епископа Лукијана, јерођакон Јован је боравио од јесени 2009. до пролећа 2011. године на Грчком православном богословском факултету Часни крст у Бостону у САД, на којем је завршио мастер студије. Од маја до јула 2011. похађао је курс немачког језика на Институту за источне цркве у Регензбургу у Немачкој. Од октобра 2011. до јуна 2012. године похађао је и успешно окончао курс савременог грчког језика у Солуну у Грчкој.
У јуну 2012. године уписао се на докторске студије на Православном богословском факултету Универзитета у Београду. Од јуна до септембра 2012. године похађа курсеве немачког језика на Гетеовом институту у Швебиш Халу у Немачкој, а затим од октобра до марта следеће године борави у Београду и отпочиње истраживања у оквиру докторских студија. У сагласности и са препоруком професора Предрага Драгутиновића, јерођакон Јован одлази као гостујући студент на Институт за текстолошка новозаветна истраживања у Минстер у Немачкој, на којем је са одређеним прекидима боравио до августа 2016. године. 2014. године у Саборном храму Светог великомученика Димитрија у Даљу надлежни епископ Лукијан рукоположио га је у чин јеромонаха и одликовао га чином протосинђела.
Од 2018. године је по благослову Епископа Диселдорфа и Немачке Господина Григорија духовник у Епархији диселдорфској и њемачкој у којој врши света богослужења и проповеда. Говори енглески, немачки и грчки језик.
По окончању основних студија наставио је своје усавршавање на Грчком православном теолошком факултету „Часни Крст“ у Бостону, као и на универзитетима у Минстеру, Бирмингему и Вуперталу где је и докторирао 2019. године.

## Епископ
На редовном мајском заседању 29. маја 2021. године, Свети архијерејски сабор Српске православне цркве, изабрао је архимандрита Јована (Станојевића) за викарног епископа хумскога и викара Његовог Преосвештенства Епископа диселдорфског и њемачког Григорија. У чин епископа рукоположен је 10. октобра 2021. у Храму Светог Саве 